# Henryk Mandera
Henryk Mandera (ur. 22 stycznia 1941 w Mikołowie, zm. 2 grudnia 2023) – polski kierowca wyścigowy i rajdowy. 25-krotny mistrz Polski w rajdach i wyścigach.

## Życiorys
Z zawodu był mechanikiem samochodowym. Karierę zawodniczą rozpoczął w 1965 roku, kiedy to Wartburgiem 312 uczestniczył w jedniodniówce Automobilklubu Śląskiego i wygrał w swojej klasie. Początkowo był kierowcą rajdowym. W 1966 roku zadebiutował w Rajdzie Polski. Rok później zajął w tym rajdzie 17. miejsce, a w 1968 roku nie ukończył zawodów. W 1969 roku podczas Rajdu Dolnośląskiego doznał kontuzji obojczyka. W latach 1971–1972 nie ukończył Rajdu Polski. W 1973 roku zajął piąte miejsce w klasyfikacji generalnej Rajdu Dolnośląskiego.
Pod koniec lat 70. zrezygnował z rajdów na rzecz wyścigów samochodowych, chociaż debiut w wyścigach przypadł na Toruń 1971. Od 1980 roku ścigał się samochodami turystycznymi, takimi jak Polski Fiat 125p (1980–1982), Zastava 1300 (1983), Łada 1300 (1984–1988). Od 1990 roku jeździł Suzuki Swiftem.
Był prezesem Automobilklubu Śląskiego. Zdobył odznaczenia Mistrza Sportu (1974) oraz Zasłużonego Mistrza Sportu (1976).